# Maglite
 (février 2017).
Si vous disposez d'ouvrages ou d'articles de référence ou si vous connaissez des sites web de qualité traitant du thème abordé ici, merci de compléter l'article en donnant les références utiles à sa vérifiabilité et en les liant à la section « Notes et références ».

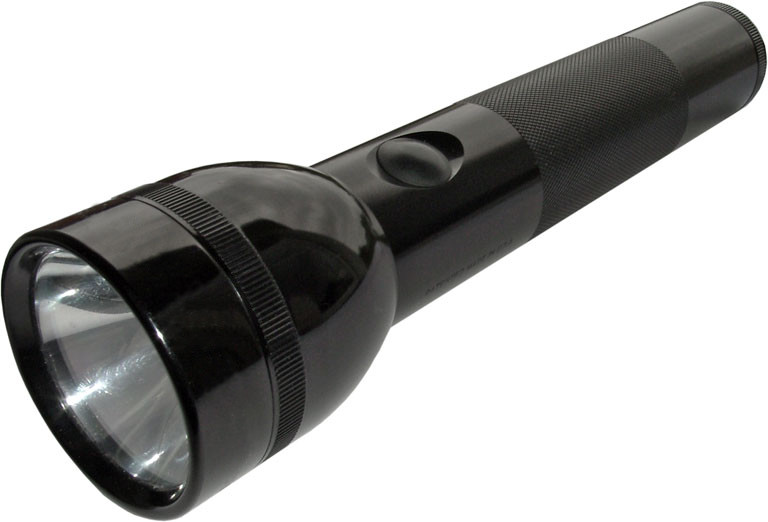
Lampe torche Maglite.

La Maglite (ou Mag-Lite) est une lampe torche fabriquée par l’entreprise Mag Instrument créée par Anthony Maglica (en) et établie à Ontario en Californie depuis 1978.
Imaginée pour être très robuste, résistante aux intempéries, et pour avoir des bonnes propriétés d'éclairage (intensité du blanc, focalisation de la lumière…), la plupart des modèles Maglite sont étanches aux projections d'eau (mais a priori pas résistantes à l'immersion sous plusieurs mètres d'eau). Elles ont notamment été conçues pour être utilisées par les corps policiers, les agents de sécurité et les pompiers, ce qui aida à la promotion de la marque.
La devise de la série Maglite est « A work of Art that works », ce qui signifie littéralement « une œuvre d’art qui fonctionne ». Elle est toujours produite aux États-Unis.

## Historique
C’est vers le début des années 1970 qu'Anthony Maglica (en) (né en 1930) s’intéresse aux lampes de poches. À ces dernières manquait alors une qualité de production à la hauteur d’une utilisation répandue et d’une commercialisation de masse. L’aboutissement de cette recherche est la « Maglite », produite à partir de 1978, une lampe de poche pourvue d’un boîtier en aluminium anodisé et plusieurs autres caractéristiques qui en font un outil plus résistant et pratique. En 1984, est présenté la « Mini Maglite » qui offre les mêmes caractéristiques, mais dans un format plus petit et mieux adapté au grand public.
Les Maglite et Mini Maglite se déclinent en différentes appellations selon les diverses dimensions, qui sont liées aux formats de piles utilisées, soit un diamètre plus ou moins grand pour les piles de types AAA, AA, C et D et une longueur qui varie selon le nombre de piles insérées en série dans le boîtier : de une à six. Des modèles de plus en plus petits seront développés et la Maglite Solitaire, produite depuis 1988, en est le dernier aboutissement, avec une longueur de 81 millimètres et un poids de 24 grammes ; elle contient une seule pile AAA. Une version rechargeable de format D est aussi disponible. Avec le développement de nouvelles technologies dans le domaine de l’éclairage, Mag Instrument Inc. a incorporé en 2006 à sa ligne de produits des lampes de poche munies de LED pour les modèles originaux et Mini Maglite.

## Caractéristiques

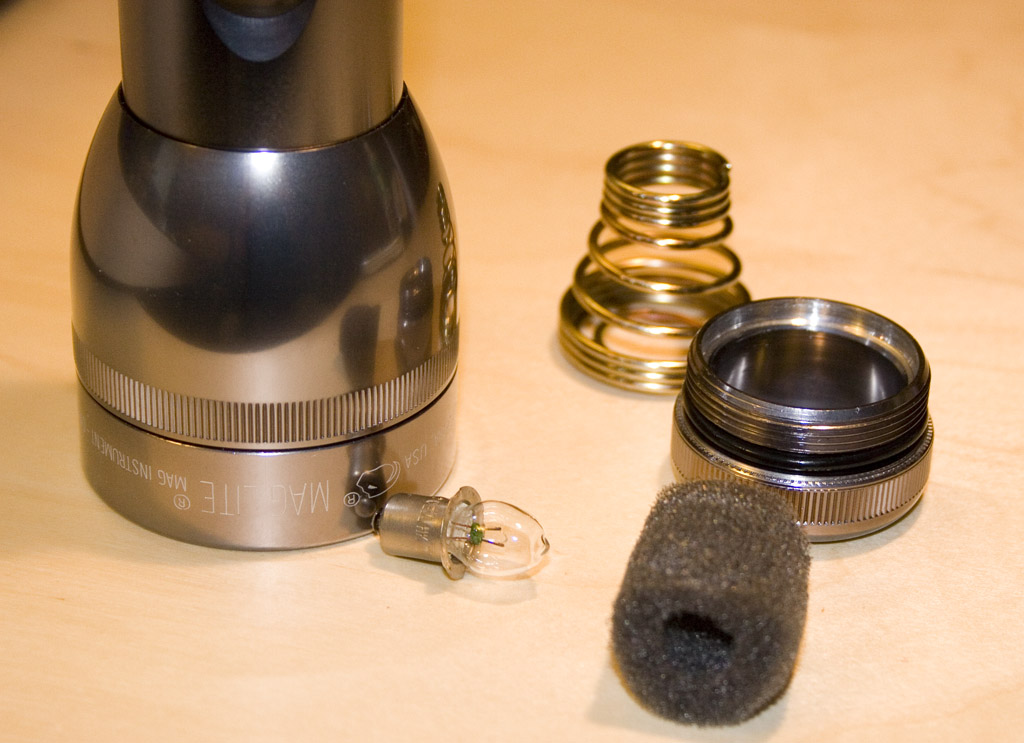
Les Maglite possèdent une ampoule de rechange protégée dans le boîtier et permettant un remplacement rapide.

Les lampes de poche Maglite ont été créées pour assurer une utilisation fiable et pratique dans toutes les situations. Elles ont, pour ce faire, un boîtier en aluminium anodisé 6061. Cet alliage, notamment utilisé dans la construction d’avions et de bateaux, est résistant aux chocs et à la corrosion. Un motif en forme de diamant y est gravé, ce qui assure une meilleure adhérence lors de la prise en main. Les ouvertures, ainsi que l’interrupteur de courant, sont scellés par des morceaux de caoutchouc afin de rendre la lampe étanche. La position et la facilité d’utilisation de l’interrupteur permettent le maniement simultané d’une arme à feu et de la lampe. Leur poids, leurs dimensions et leur solidité en font des objets contondants utilisables à la façon d’une matraque.
La dispersion du faisceau lumineux est réglable à l’aide d’une bague située près des lentilles. L’espace à l’intérieur du ressort situé sur le bouchon arrière, qui permet de maintenir une pression entre les différents contacts électriques, est utilisé pour loger une ampoule de rechange. De plus, toutes les lampes de poches de la série sont assorties d’une garantie à vie en Occident. De nombreux accessoires sont disponibles, dont des supports pour ajouter la lampe de poche à une arme à feu, des étuis ajustables à la ceinture, des balises pour permettre des signaux routiers, de même que des filtres pour n’émettre que des rayons infrarouges.

## Le symbole
Les usines de Mag Instrument sont toutes établies aux États-Unis. La compagnie fait la promotion de ses produits comme étant conçus et fabriqués entièrement aux États-Unis, par des Américains, et ce depuis le début de l’entreprise. Cet engagement de la part du manufacturier à promouvoir ce secteur aux États-Unis dans un contexte où la mondialisation entraîne le déplacement de ces emplois dans d’autres pays contribue au symbole que représente cette série de lampes torche et à l’attachement des Américains pour celle-ci.
Le design et la qualité de ces produits ont été soulignés et récompensés à plusieurs reprises sur le plan national et international par diverses organisations telles que la « Japanese Industrial Design Association », le « Busse Longlife Design Award » en Allemagne et l’« International Design Longevity Award ».

## Modèles

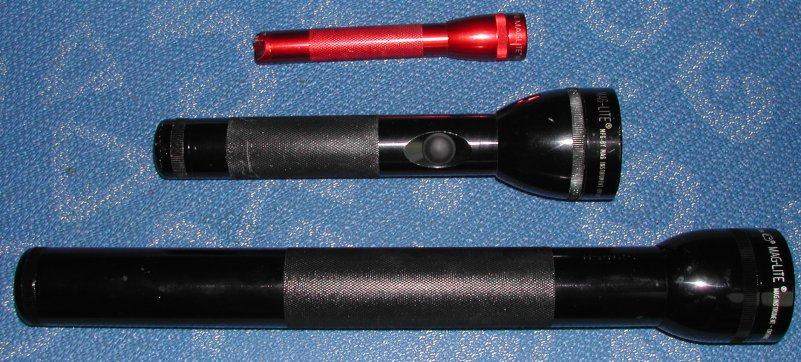
Différents modèles de lampes Maglite.

| Model           | Incandescent                 | LED                              |
| --------------- | ---------------------------- | -------------------------------- |
| Solitaire       | Maglite Solitaire            | Maglite LED Solitaire            |
| Mini Maglite    | Mini Maglite 2-CELL AAA      | Mini Maglite LED 2-CELL AAA      |
|                 | Mini Maglite 2-CELL AA Xenon | Mini Maglite LED 2-CELL AA       |
|                 |                              | Mini Maglite LED 3-CELL AA       |
|                 |                              | Mini Maglite PRO LED 2-CELL AA   |
|                 |                              | Mini Maglite PRO+ LED 2-CELL AA  |
| Maglite XL      |                              | Maglite LED XL50                 |
|                 |                              | Maglite LED XL100                |
|                 |                              | Maglite LED XL200                |
| Maglite D       | Maglite 2-CELL D             | Maglite LED 2-CELL D             |
|                 |                              | Maglite PRO LED 2-CELL D         |
|                 | Maglite 3-CELL D             | Maglite LED 3-CELL D             |
|                 | Maglite 4-CELL D             |                                  |
|                 | Maglite 5-CELL D             |                                  |
|                 | Maglite 6-CELL D             | Maglite LED 6-CELL D             |
|                 | Maglite 7-CELL D             |                                  |
| Maglite C       | Maglite 2-CELL C             | Maglite ML100 LED 2-CELL C       |
|                 | Maglite 3-CELL C             | Maglite ML100 LED 3-CELL C       |
|                 | Maglite 4-CELL C             |                                  |
| Rechargeable    | MagCharger - NiMH/Halogen    | MagCharger LED, ML125, ML150     |
| Maglite MAG-TAC |                              | Maglite MAG-TAC LED 2-CELL CR123 |

## Galerie

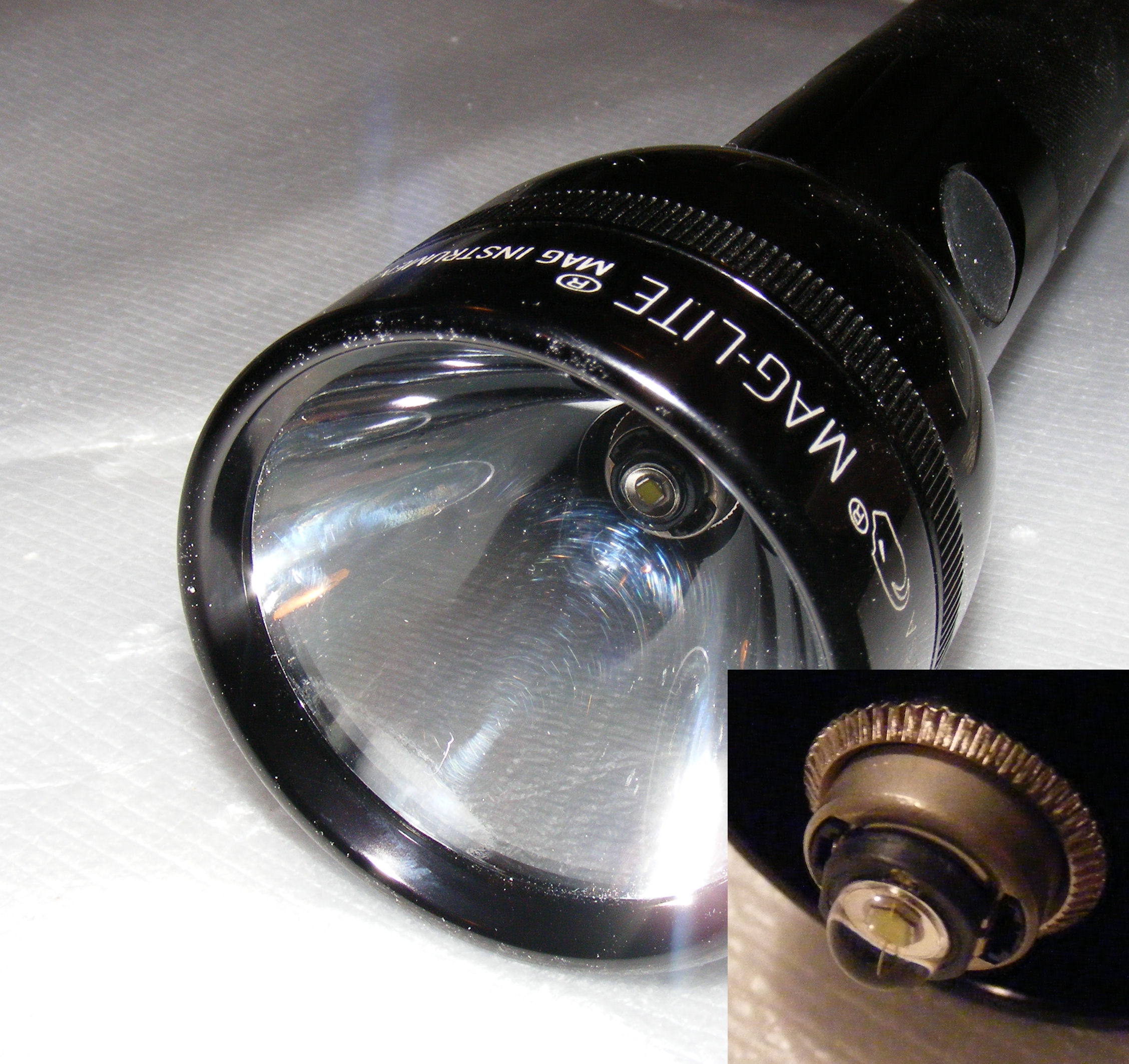
Vue rapprochée d'une 4D Maglite avec le module LED Luxeon incorporé en usine. Le détail montre le module LED avec l'ensemble réflecteur enlevé.
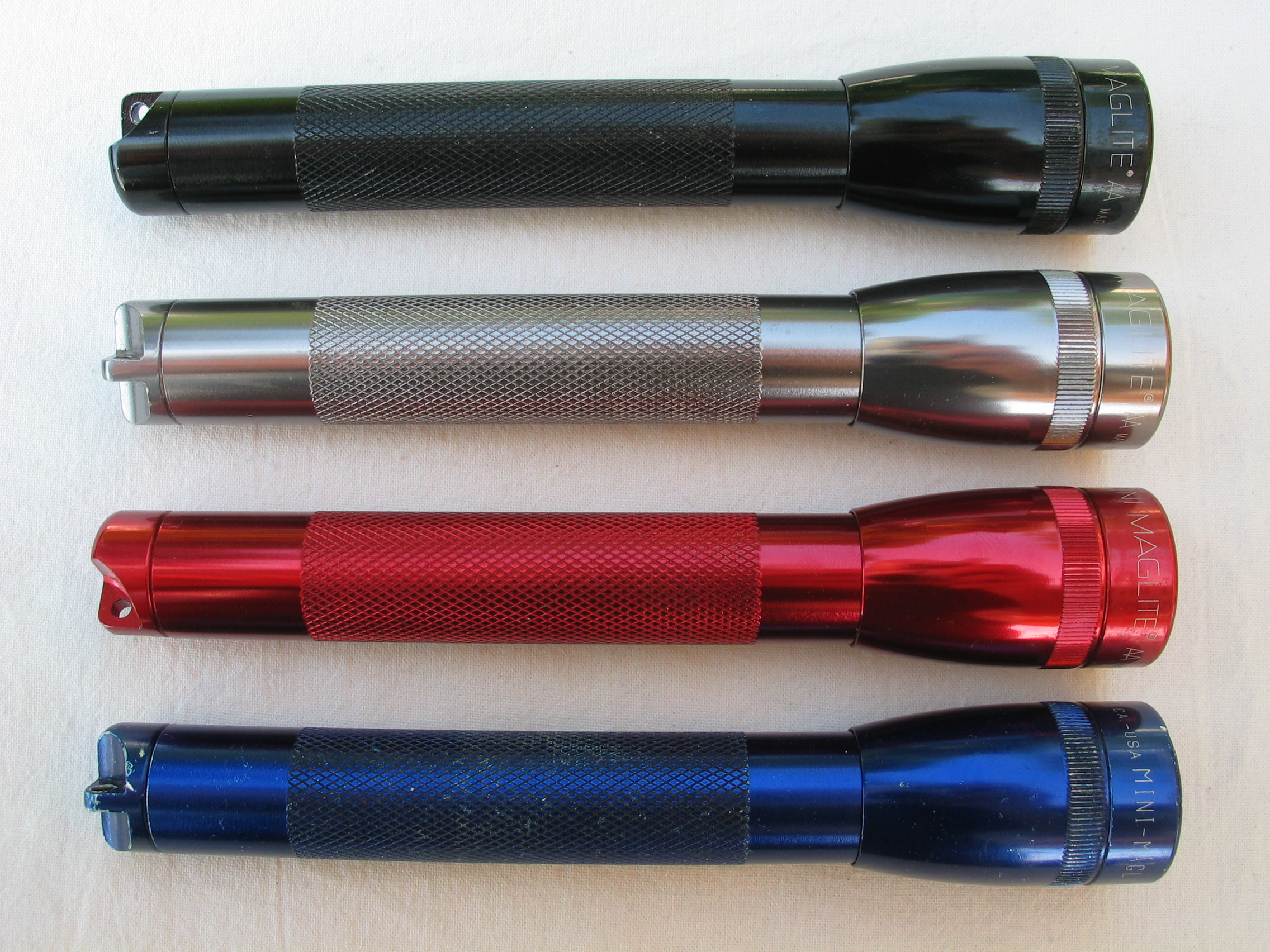
Mini Maglite 2xAA en quatre couleurs.
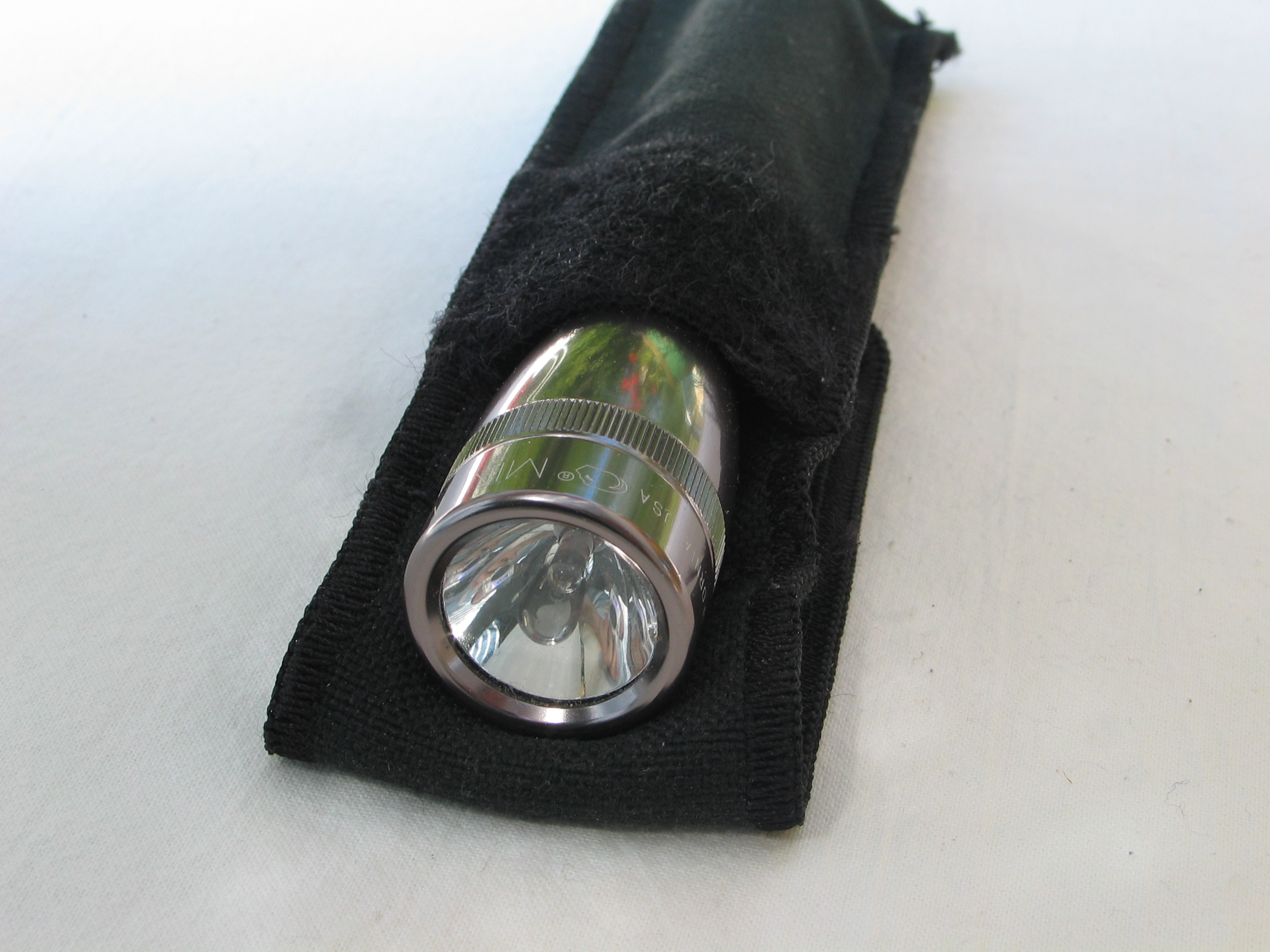
Mini Maglite avec son étui.